# Agnès Teppe
Agnès Teppe (* 4. Mai 1968 in Bourg-en-Bresse) ist eine ehemalige französische Leichtathletin, die bei Mittelmeerspielen eine Bronzemedaille im Diskuswurf gewann. 

## Sportliche Karriere
Die 1,81 Meter große Agnès Teppe startete von 1983 bis 1989 für VA Bressans in Montrevel-en-Bresse. Nach einem Jahr bei U Salon Aurons trat sie von 1991 bis 1997 für Stade Français in Paris an. Nach zwei Jahren in Marseille warf sie für Vereine aus Martigues und Franconville. 1990 und 1994 gewann sie den französischen Meistertitel im Diskuswurf. Während ihrer Karriere siegte meist Isabelle Devaluez bei den Meisterschaften, bevor die Karriere von Mélina Robert-Michon begann. Ihre Bestleistung von 57,50 Meter warf Teppe am 5. März 2006 in Salon-de-Provence bei den französischen Winterwurfmeisterschaften.
Teppe trat zwischen 1984 und 2006 bei 6 Wettkämpfen im Juniorinnenbereich und bei 23 Wettkämpfen im Erwachsenenbereich im Nationaltrikot an. Bei den Juniorenweltmeisterschaften 1986 in Athen belegte Teppe mit 48,08 Meter den achten Platz. Ebenfalls in Athen fanden die Mittelmeerspiele 1991 statt. Mit 55,80 Meter gewann Teppe die Bronzemedaille hinter der Italienerin Agnese Maffeis und hinter Isabelle Devaluez. Zwei Jahre später war die französische Region Languedoc-Roussillon Austragungsort der Mittelmeerspiele 1993. Teppe verpasste als Vierte mit 54,48 Meter die Bronzemedaille um fast einen Meter. 1994 bei den Europameisterschaften in Helsinki trat Teppe als einzige Französin im Diskuswurf an. Sie belegte in der Qualifikation mit 51,98 Meter den letzten Platz.

## Familie
Agnès Teppe ist die Schwester der Leichtathletin Nathalie Teppe.